# Hughestown
Hughestown é um distrito localizado no estado norte-americano de Pensilvânia, no Condado de Luzerne.

## Demografia
Segundo o censo norte-americano de 2000, a sua população era de 1541 habitantes.
Em 2006, foi estimada uma população de 1463, um decréscimo de 78 (-5.1%).

## Geografia
De acordo com o United States Census Bureau tem uma área de
2,3 km², dos quais 2,3 km² cobertos por terra e 0,0 km² cobertos por água.

## Localidades na vizinhança
O diagrama seguinte representa as localidades num raio de 4 km ao redor de Hughestown.